# کلم غنچه‌ای
کَلَم غُنچه‌ای، کلم دکمه‌ای، کلم فندقی یا کلم بروکسل(به انگلیسی: Brussels sprout) یکی از انواع سبزیجات و از خانوادهٔ کلم است.

## مشخصات
این کلم گیاهی است از تیره چلیپائیان (Crucifrae) و از سرده کلم‌ها (Brassica) که ظاهر آن همانند کلم‌پیچ اما بسیار کوچکتر و به اندازهٔ یک گردو است. هر ساقهٔ کلم غنچه‌ای ده‌ها کلم به بار می‌آورد که کلم‌های کوچکترِ آن خوش‌خوراک‌تر و بزرگ‌ترها غالباً تلخ و بی‌مزه هستند. این کلم در مقایسه با انواع دیگر کلم مقاومت بیشتری در برابر سرما داشته، در هوای خنک محصولِ بهتری خواهد داشت.

## خواص
کلم غنچه‌ای دارای مقادیر بسیاری کلسیم، گوگرد، آرسنیک و یُد است که برای تقویت و رفع کم‌خونی سودمند است. گوگرد موجود در کلم غنچه‌ای از ترشحات چربی پوست که منجر به ریزش مو می‌شود جلوگیری می‌کند. مقادیر چشمگیر ویتامین سی و همچنین بتاکاروتن، اسید فولیک و آهن نیز در این سبزی یافت می‌شوند.

## برداشت
برداشتِ این نوع کلم تدریجی است. همه‌ی غنچه‌های این کلم در یک زمان برداشت نمیشوند. بلکه تنها آنهایی چیده میشوند که قطرشان ۲٫۵ تا ۵ سانتیمتر شده باشد.
جداکردن جوانه‌ها وبرگهای زرد گیاه باعث رشد آن به سوی بالا و زایش برگ‌های سبز تازه میشود. با این کار میتوان بازدهیِ گیاه را بالا برد.

## نگارخانه

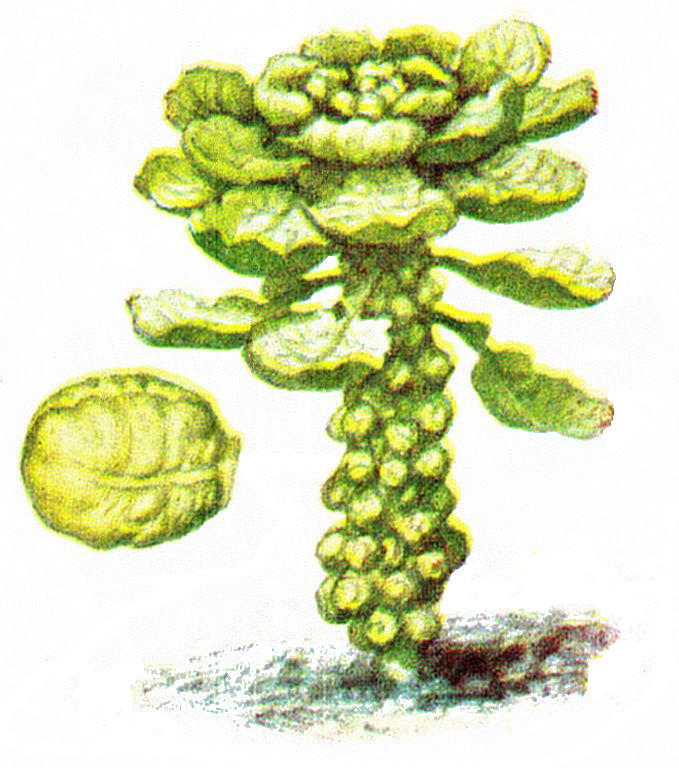
کلم غنچه‌ای
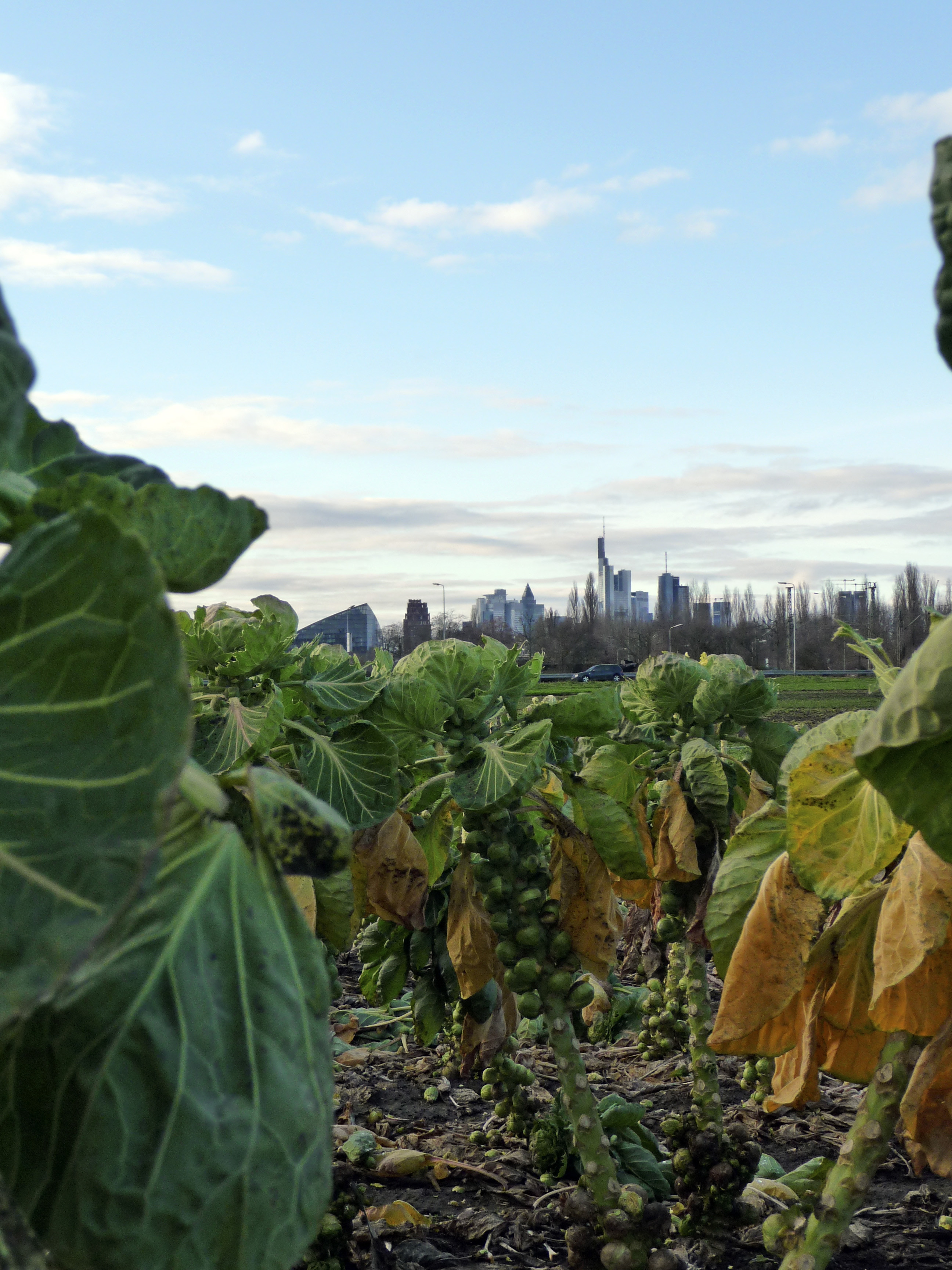
مزرعه کلم غنچه‌ای
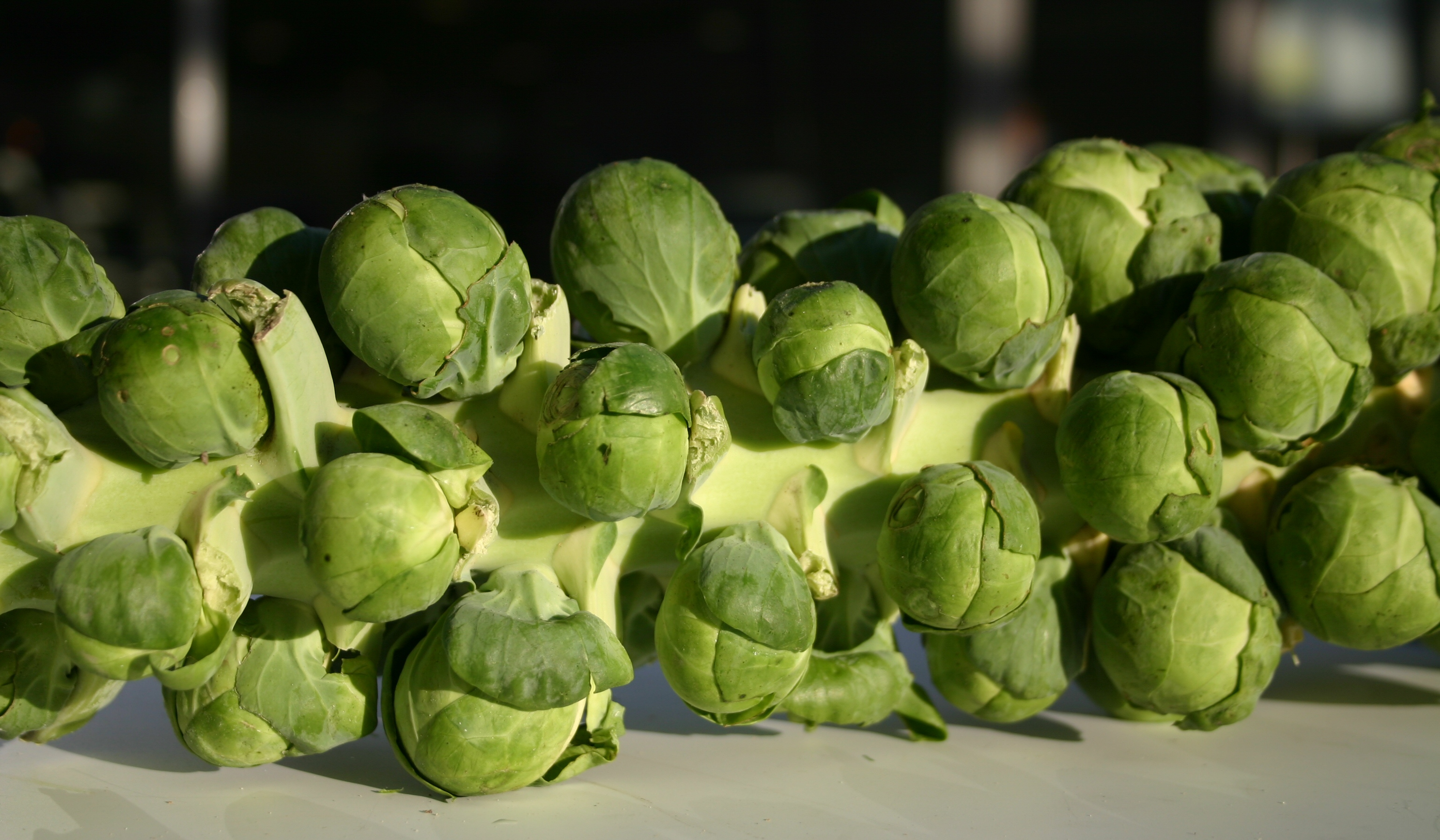
کلم غنچه‌ای بر روی ساقه